# شيلدون ديك
شيلدون ديك (بالإنجليزية: Sheldon Dick)‏ هو صحفي ومصور أمريكي، ولد في 1906، وتوفي في 12 مايو 1950.

## معرض صور

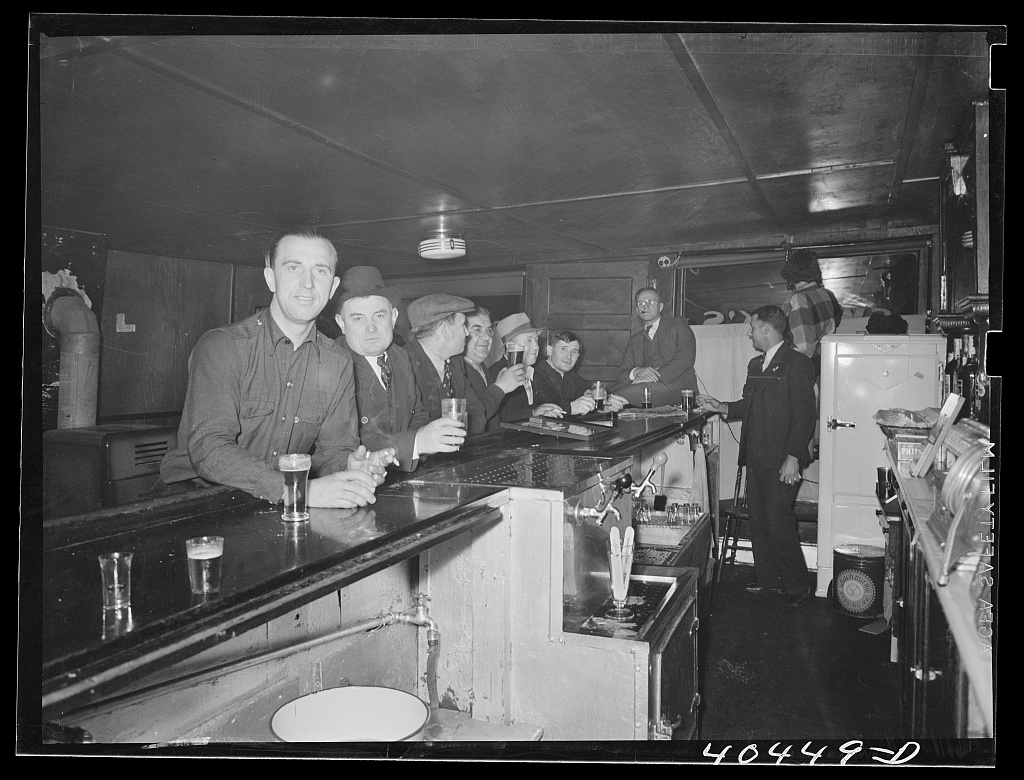
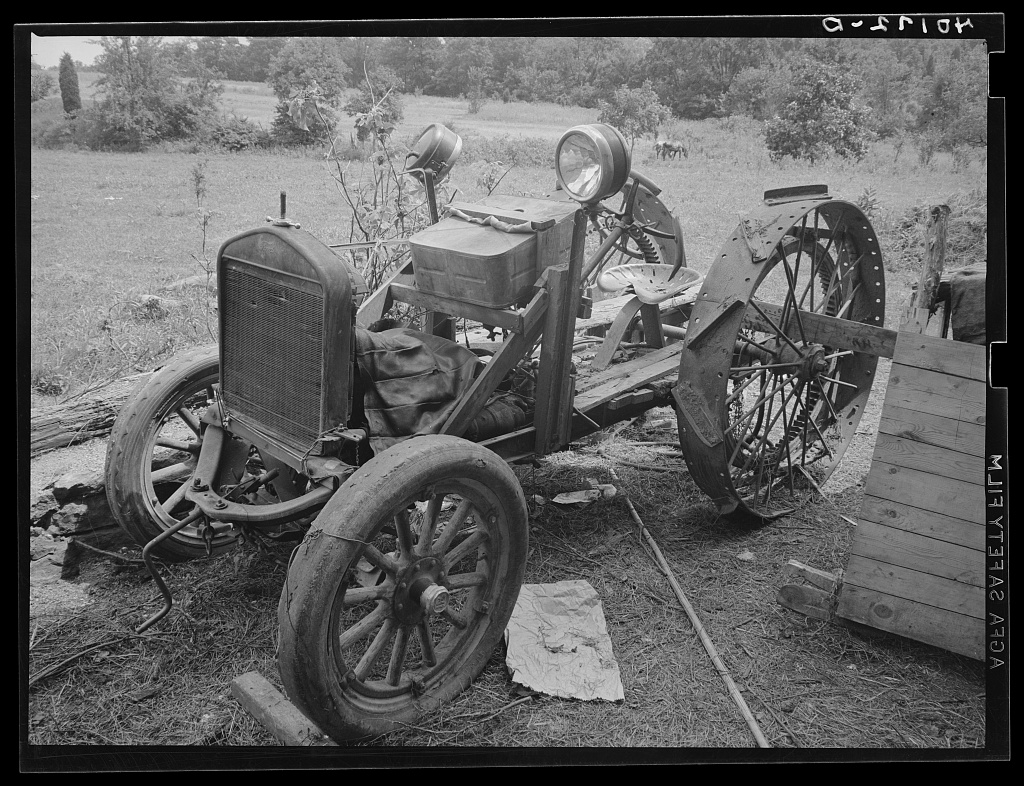
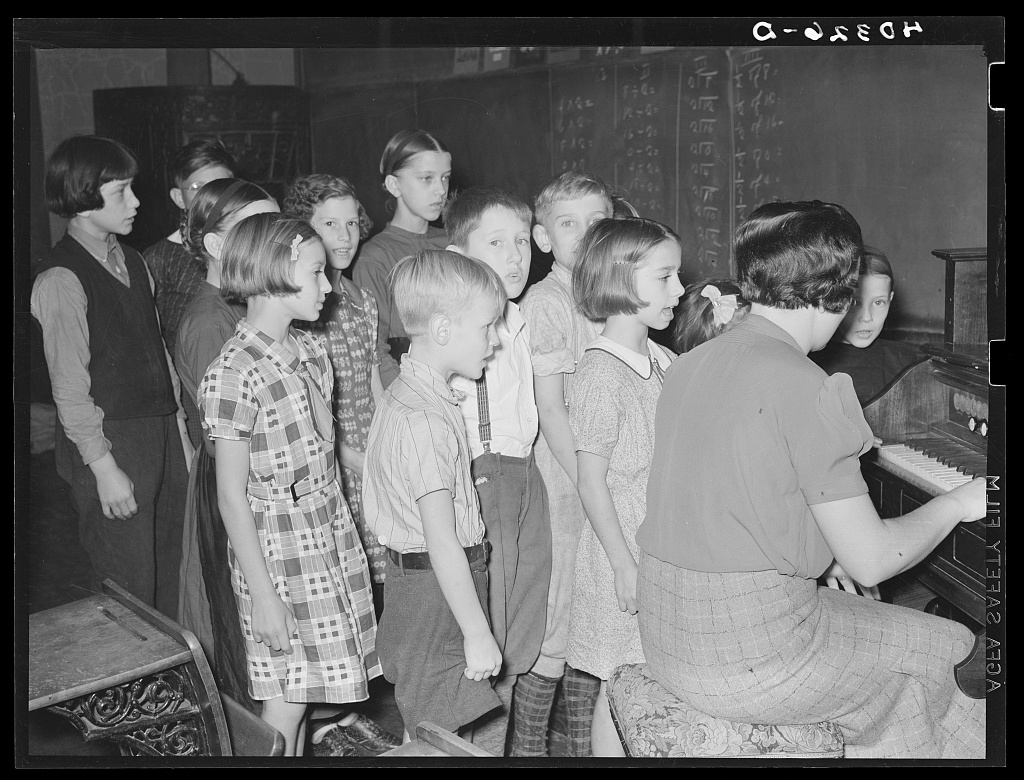
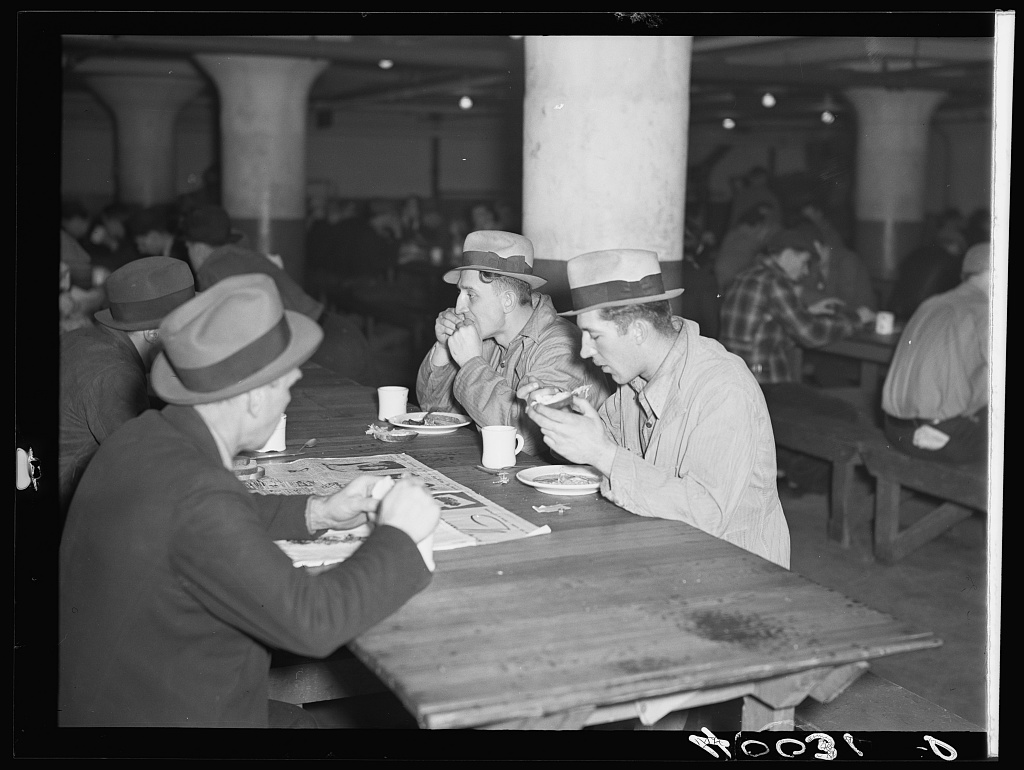
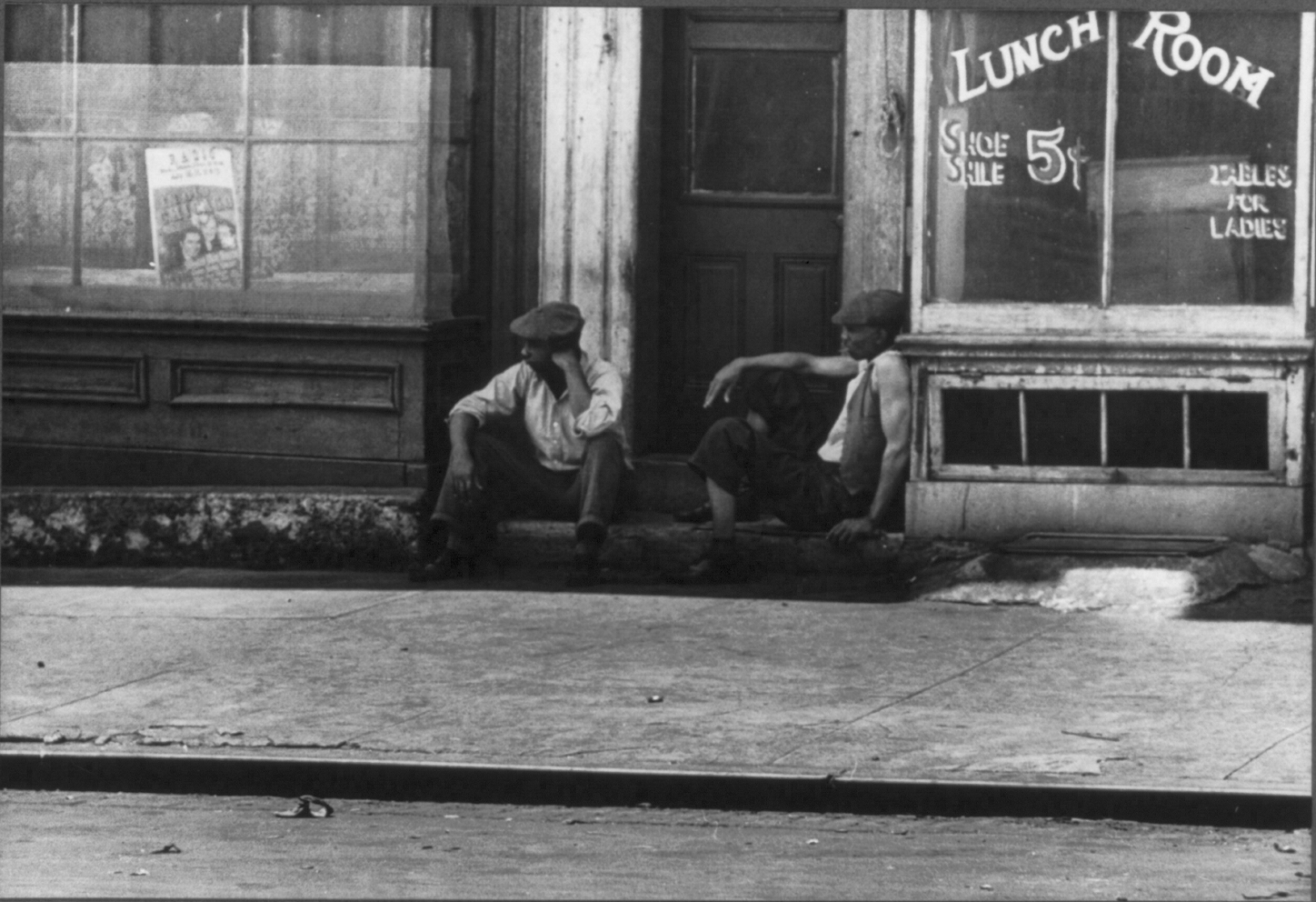
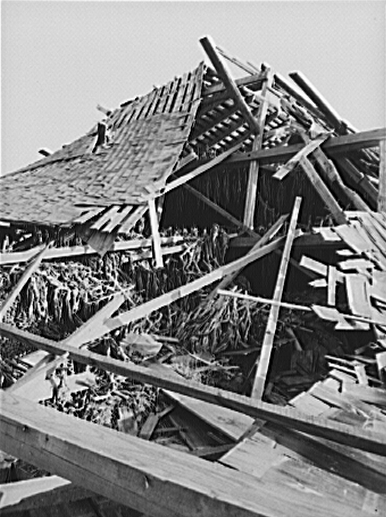

## وصلات خارجية
- شيلدون ديك على موقع IMDb (الإنجليزية)
- شيلدون ديك على موقع قاعدة بيانات الفيلم (الإنجليزية)